# 大陽寺 (秩父市)
大陽寺（たいようじ）は、埼玉県秩父市にある臨済宗建長寺派の寺院。なお、字は「太陽寺」ではなく「大陽寺」である。

## 歴史
鎌倉時代後期、仏国国師によって開山された。仏国国師は後嵯峨天皇の皇子で、修行の地を求めて各地を巡っていた。そして法鳥に導かれて当地に至り、寺を創建した。仏国国師は、ここで修行に打ち込み、里にも下りず、ヒゲも伸ばし放しにしていたことから、やがて「ヒゲ僧」と呼ばれるようになった。
修行中の仏国国師の姿から、いつしか「天狗が住む」と言い伝えられるようになった。江戸時代の山岳信仰の高まりに伴い、人里離れていて「天狗が住む」という当寺は聖地となり、寺運興隆することになった。

## 文化財
- 大陽寺閻魔堂の仏像群（秩父市指定有形文化財 昭和45年11月3日指定）[4]

## 交通アクセス
- 三峰口駅より車30分。